# Randy Barnes
Eric Randolph "Randy" Barnes, född 16 juni 1966 i Charleston i West Virginia, är en amerikansk före detta friidrottare och kulstötare som i 30 år innehade världsrekorden i kulstötning både utomhus och inomhus. Han vann OS-silver 1988 och OS-guld 1996.

## Idrottskarriär
Barnes började med kulstötning i St. Albans High School, St. Albans, West Virginia där han 1985 stötte 20,36 meter (med en uppvärmningskula, 5,44 kg). Därefter började han på Texas A&M University där han slog Randy Matsons skolrekord med en stöt på 21,88 meter (med en tävlingskula, 7,26 kg).
Barnes slog igenom internationellt som 22-åring i OS i Seoul 1988 där han tog silvret med en stöt på 22,39 meter efter östtysken Ulf Timmermann (22,47 meter).
20 januari 1989 i Los Angeles, Kalifornien satte Barnes nytt världsrekord inomhus med en stöt på 22,66 meter (vilket var bättre än hans personliga rekord utomhus vid den tiden). Ett par månader senare tog Barnes silvret i inomhus-VM i Budapest med en stöt på 21,28 meter efter Ulf Timmermann (21,75 meter).
20 maj 1990 i Westwood, Kalifornien överträffade Barnes Ulf Timmermanns världsrekord utomhus (23,06 meter) med en stöt på 23,12 meter. För övrigt stötte Barnes sex dagar senare, den 26 maj, 23,10 meter i San Jose, Kalifornien. Ingen annan har godkända stötar över 23 meter.
7 augusti 1990 tävlade Barnes i Malmö där han testades och åkte fast för dopning (anabola steroider) och blev avstängd i 27 månader. Det ledde till att han missade bland annat OS i Barcelona 1992. Comebacken skedde i VM i Stuttgart 1993 där han blev tvåa med en stöt på 21,80 meter efter schweizaren Werner Günthör (21,97 meter). Två år senare i VM i Göteborg 1995 slutade Barnes trea på för honom måttliga 20,41 meter efter amerikanen John Godina (21,47 meter) och finnen Mika Halvari (20,93 meter).
I OS i Atlanta 1996 lyckades Barnes stöta 21,62 meter (nästan en meter längre än regerande världsmästaren John Godinas stöt som mätte 20,79 meter) och tog sitt efterlängtade OS-guld.
År 1998 testades Barnes positivt igen, denna gång för androstendion, och stängdes av på livstid. Barnes hävdade att han inte visste att det medlet var förbjudet.

## Världsrekorden
- Utomhus: 23,12 meter (20 maj 1990 i Westwood, Kalifornien)
- Inomhus: 22,66 meter (20 januari 1989 i Los Angeles, Kalifornien)

Båda rekorden stod sig i över 30 år innan de slogs av landsmannen  Ryan Crouser 2021.

## Barnes idag[när?]
Barnes tävlingskör långa billopp samt tävlar i att slå en golfboll så långt bort som möjligt. Han kvalificerade sig för världsmästerskapen (World Long Drive Championship) 2005.